# Rapatea ulei
Rapatea ulei là một loài thực vật có hoa trong họ Rapateaceae. Loài này được Pilg. miêu tả khoa học đầu tiên năm 1914.